# منتازین
منتازین (به انگلیسی: menthazin)
رده درمانی: داروهای گیاهی.
اشکال دارویی: قرص

## موارد مصرف
منتازین در حساسیت و خارش گلو، سرفه و به عنوان ضد نفخ بکار می‌رود.

## مکانیسم اثر
قرص منتازین حاوی عصاره‌ها و اسانس‌های زیر می‌باشد :اسانس نعناع، اسانس رازیانه و عصاره شیرین بیان. روغن‌های فرار موجود در قرص منتازین با داشتن اثرات ضد اسپاسم و کاهش تونوس اسفنکتر تحتانی مری موجب تسهیل خروج گازها از معده می‌شود.
منتول موجود در اسانس نعناع در غلظتهای کم به‌طور انتخابی انتهای اعصاب حسی مربوط به سرما را تحریک کرده بنابراین باعث احساس سرما می‌شود به علاوه دارای اثرات ضد درد موضعی نیز می‌باشد. این اثر می‌تواند علت مصرف آن به عنوان ضد سرفه باشد.
همچنین ترکیبات موجود در شیرین بیان دارای اثرات نرم‌کننده و خلط‌آور می‌باشند.

## عوارض جانبی
به دلیل وجود اسانس نعناع در این فرآورده احتمال بروز واکنش‌های آلرژیک در افراد حساس وجود دارد
مصرف طولانی مدت این فرآورده ممکن است سبب بروز اثرات شبه مینرا لو کورتیکوییدی شیرین بیان (احتباس آب و سدیم، افزایش دفع پتاسیم) گردد.